# Koš (okres Prievidza)
Koš (původně Andreasdorf) je obec na Slovensku v okrese Prievidza v Trenčínském kraji. Žije zde přibližně 1 000 obyvatel.
První písemná zmínka o obci je z roku 1138. V obci je moderní římskokatolický kostel Pána a Spasitele Ježíše Krista, Krále vesmíru. Vedle je presbyterium starého kostela z 15. století, které sem bylo přemístěno v roce 2000 kvůli narušené statice.